# Red Bull Racing RB14
De Red Bull RB14 is een Formule 1-auto die gebruikt werd door het Red Bull Racing F1-team in het seizoen 2018.

## Onthulling
Op 19 februari 2018 onthulde Red Bull de nieuwe auto door middel van het plaatsen van foto's op het internet. Hier was de auto nog gehuld in een speciale kleurstelling. De auto werd in 2018 bestuurd door de Australiër Daniel Ricciardo, die zijn vijfde seizoen met het team reed, en de Nederlander Max Verstappen die zijn derde seizoen bij het team reed. 

## Resultaten
| Resultaat                     |
| ----------------------------- |
| Winnaar                       |
| Tweede plaats                 |
| Derde plaats                  |
| Gefinisht (punten)            |
| Gefinisht (geen punten)       |
| Niet geklasseerd (NC)         |
| Uitgevallen (DNF)             |
| Niet gekwalificeerd (DNQ)     |
| Gediskwalificeerd (DSQ)       |
| Niet gestart (DNS)            |
| Gewond (INJ)                  |
| Uitgesloten (EX)              |
| Teruggetrokken (WD)           |
| Niet deelgenomen (blanco cel) |
| vetgedrukt (pole position)    |
| cursief (snelste ronde)       |

| Jaar | Chassis       | Motor               | Banden | Coureurs         | 1   | 2   | 3   | 4   | 5   | 6   | 7   | 8   | 9   | 10  | 11  | 12  | 13  | 14  | 15  | 16  | 17  | 18  | 19  | 20  | 21  | Punten | WK-plaats |
| ---- | ------------- | ------------------- | ------ | ---------------- | --- | --- | --- | --- | --- | --- | --- | --- | --- | --- | --- | --- | --- | --- | --- | --- | --- | --- | --- | --- | --- | ------ | --------- |
| 2018 | Red Bull RB14 | TAG Heuer (Renault) | P      |                  | AUS | BHR | CHN | AZE | SPA | MON | CAN | FRA | OOS | GBR | DUI | HON | BEL | ITA | SIN | RUS | JPN | VST | MEX | BRA | ABU | 419    | 3         |
| 2018 | Red Bull RB14 | TAG Heuer (Renault) | P      | Daniel Ricciardo | 4   | DNF | 1   | DNF | 5   | 1   | 4   | 4   | DNF | 5   | DNF | 4   | DNF | DNF | 6   | 6   | 4   | DNF | DNF | 4   | 4   | 419    | 3         |
| 2018 | Red Bull RB14 | TAG Heuer (Renault) | P      | Max Verstappen   | 6   | DNF | 5   | DNF | 3   | 9   | 3   | 2   | 1   | 15  | 4   | DNF | 3   | 5   | 2   | 5   | 3   | 2   | 1   | 2   | 3   | 419    | 3         |
| Jaar | Chassis       | Motor               | Banden | Coureurs         | 1   | 2   | 3   | 4   | 5   | 6   | 7   | 8   | 9   | 10  | 11  | 12  | 13  | 14  | 15  | 16  | 17  | 18  | 19  | 20  | 21  | 419    | 3         |

Ferrari SF71H ·
Force India VJM11 ·
Haas VF-18 ·
McLaren MCL33 ·
Mercedes F1 W09 EQ Power+ ·
Red Bull Racing RB14 ·
Renault R.S.18 ·
Sauber C37 ·
Toro Rosso STR13 ·
Williams FW41